# Cayo Man-O-War
El Cayo Man-O-War (en inglés: Man-O-War Cay) es una pequeña isla en la región de Ábaco de las Bahamas.
Tiene una población de cerca de 300 residentes locales de Bahamas y cerca de 135 familias residentes extranjeros. Durante el verano, algunas casas locales son alquiladas por familias que tienen la reputación de ser buenos huéspedes (el carácter exclusivo de la gente del lugar atrae a veraneantes de otras islas). La isla es famosa por su historia en la construcción de embarcaciones. William H. Albury era famoso en el país por sus tremendas habilidades de construcción de barcos. Él construyó su primera goleta a la edad de 14 años. Albury murió en 1972, pero la construcción de barcos en el Cayo siguió.